# Communauté de communes des Terres d'Apcher-Margeride-Aubrac
La communauté de communes des Terres d'Apcher-Margeride-Aubrac est une communauté de communes française située dans le département de la Lozère, en région Occitanie.

## Historique
Cette communauté de communes naît de la fusion, le 1er janvier 2017, de la communauté de communes Apcher-Margeride-Aubrac et de la communauté de communes des Terres d'Apcher (moins la commune des Monts-Verts). Son siège est fixé à Saint-Chély-d'Apcher.

## Territoire communautaire

### Géographie
Elle est située entre le nord de l'Aubrac et la Margeride.

### Composition
La communauté de communes est composée des 20 communes suivantes :

| Nom                          | Code Insee | Gentilé         | Superficie (km2) | Population (dernière pop. légale) | Densité (hab./km2) |
| ---------------------------- | ---------- | --------------- | ---------------- | --------------------------------- | ------------------ |
| Saint-Chély-d'Apcher (siège) | 48140      | Barrabands      | 28,26            | 4 025 (2022)                      | 142                |
| Albaret-Sainte-Marie         | 48002      | Albaretais      | 15,98            | 557 (2022)                        | 35                 |
| Les Bessons                  | 48025      | Bessonais       | 23,49            | 424 (2022)                        | 18                 |
| Blavignac                    | 48026      | Blavignacois    | 13,83            | 257 (2022)                        | 19                 |
| Chaulhac                     | 48046      | Chaulhaciens    | 9,47             | 59 (2022)                         | 6,2                |
| La Fage-Saint-Julien         | 48059      | Fagiens         | 18,06            | 303 (2022)                        | 17                 |
| Fontans                      | 48063      | Fontanains      | 33,9             | 227 (2022)                        | 6,7                |
| Julianges                    | 48077      | Juliangiens     | 9,42             | 48 (2022)                         | 5,1                |
| Lajo                         | 48079      | Lajoliens       | 18,58            | 117 (2022)                        | 6,3                |
| Le Malzieu-Forain            | 48089      | Malziolains     | 48,65            | 491 (2022)                        | 10                 |
| Le Malzieu-Ville             | 48090      | Malzéviens      | 7,8              | 743 (2022)                        | 95                 |
| Paulhac-en-Margeride         | 48110      | Paulhacois      | 15,79            | 92 (2022)                         | 5,8                |
| Prunières                    | 48121      | Pruniérois      | 13,09            | 226 (2022)                        | 17                 |
| Rimeize                      | 48128      | Rimeiziens      | 32,3             | 614 (2022)                        | 19                 |
| Saint-Alban-sur-Limagnole    | 48132      | Saint-Albanais  | 51,23            | 1 378 (2022)                      | 27                 |
| Saint-Léger-du-Malzieu       | 48169      | Saint-Légérois  | 18,92            | 211 (2022)                        | 11                 |
| Saint-Pierre-le-Vieux        | 48177      | Saint-Pierrots  | 15,55            | 314 (2022)                        | 20                 |
| Saint-Privat-du-Fau          | 48179      | Privatains      | 22,16            | 113 (2022)                        | 5,1                |
| Sainte-Eulalie               | 48149      | Sainte-Eulalais | 21,31            | 36 (2022)                         | 1,7                |
| Serverette                   | 48188      | Serverettois    | 17,35            | 249 (2022)                        | 14                 |

### Démographie
| 1968   | 1975   | 1982   | 1990   | 1999   | 2010   | 2015   | 2022   |
| ------ | ------ | ------ | ------ | ------ | ------ | ------ | ------ |
| 12 912 | 12 086 | 11 764 | 11 209 | 10 709 | 11 096 | 10 637 | 10 484 |

## Administration

### Siège
Le siège de la communauté de communes est situé à Saint-Chély-d'Apcher.

### Les élus
À la suite du renouvellement des conseils municipaux, en mars 2020, le conseil communautaire de la communauté de communes des Terres d'Apcher-Margeride-Aubrac se compose de 40 membres représentant chacune des communes membres et élus pour une durée de six ans.
Ils sont répartis comme suit :
| Nombre de délégués | Communes |
| ------------------ | --- |
| 15                 | Saint-Chély-d'Apcher |
| 4                  | Saint-Alban-sur-Limagnole |
| 2                  | Albaret-Sainte-Marie, Le Malzieu-Ville, Rimeize |
| 1                  | Les Bessons, Blavignac, Chaulhac, La Fage-Saint-Julien, Fontans, Julianges, Lajo, Le Malzieu-Forain, Paulhac-en-Margeride, Prunières, Sainte-Eulalie, Saint-Léger-du-Malzieu, Saint-Pierre-le-Vieux, Saint-Privat-du-Fau, Serverette |

### Présidence
| Période      | Période      | Identité         | Étiquette | Qualité                                       |
| ------------ | ------------ | ---------------- | --------- | --------------------------------------------- |
| 2017         | juillet 2020 | Pierre Lafont    | LR        | maire de Saint-Chély-d'Apcher (2001 → 2020)   |
| juillet 2020 | En cours     | Christophe Gache |           | 1er adjoint de Saint-Chély-d'Apcher (2020 → ) |

### Régime fiscal et budget
Le régime fiscal de la communauté de communes est la fiscalité professionnelle unique (FPU).